# Имплантат парализованных конечностей
Имплантат парализованных конечностей — вид имплантата, позволяющий возобновить частичное или полное функционирование парализованных конечностей, частей тела, при повреждениях центральной или периферической нервной системы.

## Принцип работы
Имплантат состоит из двух основных кластеров, связанных между собой по беспроводному каналу. Один из кластеров вживляется в часть головного мозга и выполняет управляющие функции, а электроды второго кластера подсоединяются непосредственно к нервам парализованной части тела. Это позволяет при повреждениях, например, спинного мозга, передать электрические импульсы от головного мозга в пункты их назначения (парализованные части тела или конечности), минуя повреждённые участки.

## Практическая реализация
- Нейробиолог Грегуар Куртин (Grégoire Courtine) смог восстановить двигательные функции нижних конечностей примата[1][неавторитетный источник]. До этого эксперименты проводились на лабораторных крысах. Подобные эксперименты над людьми, в данной области, в странах Европы и США пока запрещены.(Используя эту технологию Грегуар Куртин и команда исследователей смогли частично восстановить работу ног итальянца Микеля Рокати)[2]

- Нейробиолог Ник Рамсей (Nick Ramsay) разработал имплантат, позволяющий парализованному пациенту Ханнеке де Бруижне (Hanneke de Bruijne), у которой диагностировали боковой амиотрофический склероз (что приводит к параличам и атрофии мышц), общаться посредством компьютера[3][неавторитетный источник].

- В 2021 году пациенту, парализованному из-за повреждения спинного мозга при аварии 12 лет назад, вживили мозговой имплантат, который вернул ему способность стоять, ходить и подниматься по ступенькам. Сенсоры устройства были закреплены в искусственных отверстиях в черепе. Они принимают сигналы головного мозга и передают их на имплантат в спинном мозге, который подаёт сигналы для мышц ног. Однако система довольно громоздкая, находится в состоянии разработки и не может использоваться постоянно: её используют несколько раз в неделю в течение примерно часа. Устройство создали швейцарские исследователи, а операцию по его имплантированию провела нейрохирург из университета Лозанны Джоселин Блох[4][5][6].